# Чемерис Ольга Семенівна
Чемерис Ольга Семенівна (псевдо: «Дніпрова», «Вікторія», «Вогнезора», *1925 с. Василиця Черкаської округи  — † 21 грудня 1950 Станіслав)  — підпільниця ОУН (б), працівниця СБ ОУН (б). Борець за незалежність України у XX столітті.

## Життєпис

Світлина-компромат, зроблена чекістами, аби в подальшому шантажувати О.Чемерис

Народилася 1925 р. у с. Василиця Черкаської округи (зараз в адміністративних межах м. Черкаси). На 1941 навчалась в одній із черкаських шкіл, була комсомолкою. До 1943 працювала чорноробом у м. Черкаси. За самовільний відхід від роботи німецькою поліцією двічі заарештовувалась та ув'язнювалась.
У 1943 звільнена з концтабору та пішла на роботу в німецьку військову частину з будівництва оборонних укріплень, виконувала обов'язки завідувача продуктового складу. У березні 1943 р. німецька військова частина передислокувалась у Станіславську область, де продовжувала будувати оборонні укріплення, і О. Чемерис поїхала з ними, забравши з собою матір.
Ольга працювала у с. Тязів Галицького району Станіславської (нині  — Івано-Франківської) області, там познайомилась з підпільниками ОУН і УПА «Чорним», «Левком» та «Прометеєм», які розповіли їй про ідеологію ОУН, цілі та завдання організації, давали вивчати підпільну літературу.
На початку 1944 р. референт СБ Галицького надрайонного проводу ОУН «Прометей» офіційно залучив її до діяльності в ОУН і дав псевдонім «Дніпрова», після чого вона кинула роботу у німців, перейшла в підпілля з направленням у галицький повітовий провід ОУН референтом пропаганди.
У вересні 1944 р. «Дніпрова» була переведена в СБ Станіславського окружного проводу ОУН і працювала розвідницею. Одружилась 8.10.1944 з заступником окружного референта СБ Нагнибідою Михайлом Карольовичем «Артемом», який 8.12.1944 загинув у бою з большевицькими опергрупами.
Восени 1945 р. окружний провід ОУН направив її на місячні курси пропагандистів, які вона невдовзі закінчила і була відправлена на роботу до Карпатського крайового проводу ОУН на посаду друкарки. Там вона працювала безпосередньо під керівництвом Михайла Дяченка  — «Марка Боєслава», а потім захворіла на туберкульоз і 29.09.1946 була ним направлена підлікуватися у Рівненську область, до Марії Дяченко. Перебуваючи на лікуванні, О. Чемерис отримала від М. Дяченка близько 12 тисяч крб. на лікування, а також різні потрібні речі.
Пізніше, потрапивши у полон большевикам, на допитах О. Чемерис свідчила, що перебуваючи в підпіллі з М. Дяченком, стала його коханкою. За її словами, більшість часу в 1945 —1946 рр. Карпатський крайовий провід ОУН перебував у «Чорному лісі». Референтура пропаганди проводу мала в своєму розпорядженні непогані технічні засоби  — типографію, кілька ротаторів, друкарські машинки. Однак у 1946 р. ця матеріальна база частково була захоплена емдебістськими опергрупами.
О. Чемерис особисто знала багатьох членів Карпатського крайового проводу ОУН: Я. Мельника  — «Роберта», В. Лівого  — «Митаря» і звісно ж М. Дяченка. В підпіллі вона використовувала також псевдоніми «Вікторія» та «Вогнезора».
16 травня 1948 р. О. Чемерис була схоплена емдебістами у Львові. Її спробували умовити до співпраці з МДБ, щоб вивести з підпілля М. Дяченка. З цим завданням її відпустили назад у підпілля. Але завдання вона не виконала, відновила контакт з М. Дяченком, навіть народила від нього дитину.
31 грудня 1949 р. була повторно заарештована емдебістами.
На допитах в УМДБ Станіславської області О. Чемерис зазначила, що кохала М. Дяченка і не хотіла видавати його співробітникам МДБ, розповіла чимало подробиць про їх спільне перебування в підпіллі.
29 вересня 1950 р. о 22.10 Ольга Чемерис була засуджена до розстрілу з конфіскацією майна. Вирок було виконано в м. Станіславі 21 грудня 1950 року. Після цього застосовані щодо родини репресивні заходи, передбачені директивами НКВС.
26 червня 1951 р. співробітники УМДБ Станіславської області знищили спогади Ольги Чемерис про голодомор 1932-1933 р. та інші її міркування щодо українського визвольного руху.
У рідному селі був встановлений пам'ятник з написом «Загинула від рук ОУН».
13 жовтня 1994 р. в. о. прокурора Івано-Франківської області М. Андріуцею О. Чемерис було відмовлено в реабілітації.

## Пам'ять
22 грудня 2022 року вул. Івана Ле в Черкасах перейменовано на вул. Ольги Чемерис.
У квітні 2024 року вулиця Ольги Чемерис з'явилася у Конотопі.